# Museo nazionale dell'Indipendenza
Il museo nazionale dell'Indipendenza (in albanese: Muzeu Kombëtar i Pavarësisë) è un museo storico di Valona, in Albania. Sorge nell'edificio dove il 28 novembre 1912 Ismail Qemali proclamò l'indipendenza del paese dall'Impero ottomano. Si trova presso il porto della città albanese.

## Storia e descrizione
Venne istituito nel 1936 da re Zog I come Museo di Storia Nazionale all'interno del quale erano ospitati numerosi reperti da Apollonia. Con l'invasione italiana dell'Albania il museo venne chiuso. Riaprì i battenti in occasione del cinquantesimo dell'Indipendenza, occasione in cui venne elevato al rango di museo nazionale. Nel 2002 è stato oggetto di un profondo restauro che ha arricchito e trasformato la collezione e l'edificio del museo. In occasione del centenario gli uffici della direzione furono trasferiti in un vicino edificio. Ospita al suo interno cimeli, documenti e fotografie dell'epoca del Rinascimento albanese, dell'Indipendenza e dei primi sei mesi del governo di Ismail Qemali. Tra tutti i reperti spicca il testo originario della proclamazione d'Indipendenza del paese.
Nel cortile del museo vi sono una serie di busti che raffigurano i primi ministri dell'Albania.